# Adelio Salinas
Adelio Rubén Salinas Vallejos (* 18. April 1968 in Eusebio Ayala) ist ein ehemaliger paraguayischer Fußballspieler, der auf der Position eines Stürmers eingesetzt wurde.

## Karriere
Adelio Salinas begann seine Karriere 1990 in seiner Heimat bei Cerro Corá. Nach einer Station bei Estudiantes de La Plata 1994 kehrte er im Folgejahr zu Cerro Corá zurück. 1997 wechselte er erneut ins Ausland und schloss sich dem chilenischen Klub Everton an. Nach Stationen bei weiteren Vereinen in Chile ließ er seine Karriere bei Persebaya Surabaya in Indonesien ausklingen.